# برنامج سوريا للأسلحة الكيميائية
بدأ برنامج سوريا للاسلحة الكيميائية في السبعينات بالاسلحة والتدريب من مصر والاتحاد السوفياتي، مع بدء إنتاج الاسلحة الكيميائية في سوريا في منتصف الثمانينات. وقبل سبتمبر 2013، لم تعترف سوريا علنا بحيازة أسلحة كيميائية، على الرغم من أن أجهزة الاستخبارات الغربية تعتقد أنها تحتفظ بواحدة من أكبر المخزونات في العالم. في سبتمبر 2013، وضعت الاستخبارات الفرنسية المخزون السوري بمقدار 000 1 طن، بما في ذلك غاز الخردل، وغاز الأعصاب، و«عدة مئات من الأطنان من السارين». في ذلك الوقت، كانت سوريا واحدة من عدد قليل من الدول التي لم تصدق على اتفاقية الأسلحة الكيميائية. وفي سبتمبر 2013، انضمت سوريا إلى اتفاقية حظر الأسلحة الكيميائية (انضمت رسميا في 14 أكتوبر)، ووافقت على تدمير أسلحتها، على أن تشرف عليها منظمة حظر الأسلحة الكيميائية، وفقا لما تنص عليه الاتفاقية. وأنشئت بعثة مشتركة بين منظمة حظر الأسلحة الكيميائية والأمم المتحدة للإشراف على عملية التدمير. وانضمت سوريا إلى منظمة حظر الأسلحة الكيميائية بعد التنديد الدولي بالهجوم الكيماوي الذي وقع في أغسطس 2013 والذي تحمل الدول الغربية الحكومة السورية مسؤوليته (في حين أن سوريا وروسيا حملوا المتمردين السوريين في الحرب الأهلية السورية المسؤولية) واتفقا على التدمير الفوري لأسلحتها الكيميائية وهو ما أدى إلى الولايات المتحدة. وزير الخارجية جون كيري أعلن في 20 يوليو 2014 : «لقد أبرمنا اتفاقا حصلنا فيه على 100 في المائة من الأسلحة الكيميائية.» تدمير الأسلحة الكيميائية السورية التي أعلنت حكومة الأسد أنها أنجزت بحلول أغسطس 2014، ومع ذلك فإن المزيد من المعلومات والوثائق غير المكتملة، والادعاءات بحجب جزء من مخزون سوريا من الأسلحة الكيميائية، يعني أن المخاوف الخطيرة بشأن الأسلحة الكيميائية والمواقع ذات الصلة في سوريا لا تزال قائمة. في 5 أبريل 2017، يدعى أن الحكومة السورية شنت هجوما كيماويا أسفر عن مقتل 70 طفلا وبالغا.

## لمحة عامة

### الموقف العام
وقبل دخول الصك السوري حيز النفاذ في 14 أكتوبر 2013، كانت سوريا واحدة من خمس دول لم توقع ولم تصدق على اتفاقية الأسلحة الكيميائية التي تحظر استحداث الأسلحة الكيميائية وإنتاجها وتخزينها ونقلها واستخدامها. ومع ذلك، في عام 1968، انضمت سوريا إلى بروتوكول جنيف لعام 1925 الخاص بحظر الاستعمال الحربي للغازات الخانقة أو السامة أو غيرها من الغازات. وقد تعهدت سورية مرارا وتكرارا بالتصديق على اتفاقية الأسلحة الكيميائية إذا صدقت البلدان المجاورة لها، ولا سيما إسرائيل، على الاتفاقية. في أعقاب غزو العراق في عام 2003، أعلنت سوريا أنها لا تملك أسلحة كيميائية، لكنها ذكرت أنها تمتلك هذه الأسلحة في عام 2012. كان الرئيس السوري قد لمح في وقت سابق إلى قدرة على الأسلحة الكيميائية في البيانات العامة، في عامي 1990 و1997.
وذكرت منظمات غير حكومية غربية أنها تعتقد أن سوريا لديها برنامج نشط للأسلحة الكيميائية.
وفي سبتمبر 2013، قدمت سوريا معلومات عن مخزونها إلى منظمة حظر الأسلحة الكيميائية كجزء من التزاماتها بنزع السلاح. بيد انه لن يتم الكشف عن التشكيل المحدد لترسانة الاسلحة الكيميائية المعلن عنها للجمهور بسبب قواعد منظمة حظر الاسلحة الكيميائية.

### الدافع
وهناك عدد من الأسباب التي أدت إلى اعتماد سوريا لاستراتيجية للأسلحة الكيميائية في الثمانينات من القرن الماضي:
- العمل كرادع لاستخدام إسرائيل للأسلحة النووية ضد سوريا
- للتعويض عن خسارة مصر كحليف عسكري بعد التوقيع على معاهدة السلام بين مصر وإسرائيل في عام 1979
- وبعد اعترافها بقيود القوة الجوية السورية ضد إسرائيل في حرب لبنان عام 1982، تبنت سوريا إستراتيجية صاروخية بديلة، تتطلب رؤوس حربية غير شديدة الانفجار للتعويض عن الافتقار إلى الدقة الصاروخية.
- أن تعمل كرادع لجارتها القوية تركيا في أي نزاع محتمل.

## تخزين وإنتاج
وفقا لبعض المحللين الامريكيين، فان سوريا زودت ببعض الاسلحة الكيميائية وانظمة التوصيل قبل حرب أكتوبر عام 1973. ووفقا لتقارير المخابرات الأمريكية، بدأت سوريا في تطوير قدراتها في مجال الأسلحة الكيميائية في وقت لاحق من سبعينيات القرن الماضي، مع تزويدها بالإمدادات والتدريب من الاتحاد السوفياتي، ومن المحتمل أن تكون لديها معدات وسلائف كيميائية من شركات خاصة في أوروبا الغربية. على الرغم من ذلك، لا يعتقد أن الإنتاج السوري من الأسلحة الكيميائية قد بدأ حتى منتصف الثمانينات. وقال مدير وكالة الاستخبارات العسكرية الأمريكية في عام 2013 إن البرنامج السوري لم يصبح أبدا مستقلا تماما، ولا يزال يعتمد على استيراد السلائف الكيميائية.
وفي عام 1988، وصف محلل أمريكي قدرة سوريا على الأسلحة الكيميائية بأنها أكثر تقدما من برنامج الأسلحة الكيميائية العراقي، غير أن إسرائيل ذكرت في عام 1989 أن سوريا لا تملك إلا «القدرة على الحرب الكيميائية، ولكن ليس أكثر من ذلك».
وفي يوليو 2007، انفجر مستودع للأسلحة السورية، مما أسفر عن مقتل ما لا يقل عن 15 سوريا، فضلا عن 10 إيرانيين. مجلة الدفاع الأسبوعية، الولايات المتحدة وتعتقد المجلة بشأن الشؤون العسكرية والشركات ان الانفجار وقع عندما حاول افراد من الجيش الايرانى والسورى ان يلائما صاروخ سكود برأس من غاز الخردلى. وذكرت سوريا أن الانفجار كان حادثا عرضيا وليس متعلقا بالمواد الكيميائية.

### القدرات في عام 2013
وأشار تقييم أجري في عام 2007 إلى أن سوريا قادرة على إنتاج عدة مئات من الأطنان من عناصر الأسلحة الكيميائية سنويا. أفاد تقرير آخر لعام 2007 بأنه يعتقد أن سوريا لديها مخزون من مئات الأطنان من عوامل الأسلحة الكيميائية. كان يعتقد أن سوريا قادرة على إيصال الأسلحة الكيميائية بواسطة القنابل الجوية، والقذائف أرض-أرض، وصواريخ المدفعية.
وفي سبتمبر 2013، وضع تقرير استخباراتي فرنسي المخزون السوري على أكثر من 000 1 طن، بما في ذلك مواد عصبية وسلائفها. وشمل ذلك عدة مئات من الأطنان من غاز الخردل، وعدة مئات من الأطنان من السارين، وعشرات الأطنان من غاز الأعصاب. جاء في التقرير أن سوريا تستخدم تقنية «شكل ثنائي»، مما يدل على أن سوريا اكتسبت «معرفة كبيرة» بتكنولوجيا الأسلحة الكيميائية. كنظم للتسليم، سلط التقرير الضوء على منظومات القذائف سكود باء وصواريخ سكود الثالثة، التي يبلغ مداها 300 و500 كم، على التوالي؛ وM-600 (النسخة السورية من «فتح-110»)، التي يبلغ مداها 250 إلى 300 كلم. وتشمل النظم القصيرة المدى قذائف من طراز SS21 (70 كيلومترا)؛ وقنابل جوية؛ وصواريخ مدفعية ومنظومات تكتيكية قصيرة المدى (50 كم أو أقل). وفي أكتوبر 2013، يعتقد بعض الخبراء أن لدى سوريا حوالي 300 طن متري من الخردل الكبريت ونحو 700 طن متري من غاز الأعصاب. بحلول نهاية أكتوبر 2013، عثرت منظمة حظر الأسلحة الكيميائية على ما مجموعه 300 1 طن متري من الأسلحة الكيميائية.
ووفقا للمعلومات الاستخباراتية الفرنسية، فإن المركز السوري للدراسات والبحوث العلمية مسؤول عن إنتاج عوامل سامة لاستخدامها في الحرب. ويدعى أن مجموعة تسمى «الفرع 450» مسؤولة عن ملء الذخائر بالمواد الكيميائية والحفاظ على أمن مخزونات المواد الكيميائية.
ولتوفير سياق لهذه التقديرات، تم تصنيع 000 190 طن من الأسلحة الكيميائية بواسطة محاربي الحرب العالمية الأولى.

### المرافق
وقد حدد خبراء غربيون في مجال عدم الانتشار مرافق إنتاج الأسلحة الكيميائية السورية في خمسة مواقع تقريبا، بالإضافة إلى قاعدة واحدة يشتبه في أنها تمتلك أسلحة:
- السفيرة (قاعدة صواريخ سكود)
- حماة (قاعدة صواريخ سكود)
- حمص
- اللاذقية
- تدمر

### تدمير
المادة الرئيسية: تدمير الأسلحة الكيميائية السورية
وفي أعقاب هجمات الغوطة، أشار الأمين العام للأمم المتحدة بان كي-مون إلى أنه قد يطلب أن يصوت مجلس الأمن التابع للأمم المتحدة على المطالبة بتصديق سوريا على اتفاقية الأسلحة الكيميائية. في 10 سبتمبر 2013، أعلنت سوريا اعتزامها الانضمام إلى اتفاقية الأسلحة الكيميائية، بناء على اقتراح روسي لمساعدة سوريا في التخلص من ترسانتها الكيميائية، وقدمت في وقت لاحق صكا للانضمام إلى الأمم المتحدة بصفتها الوديع للاتفاقية. انضمت سوريا رسميا إلى اتفاقية الأسلحة الكيميائية في 14 سبتمبر 2013، مع دخول الاتفاقية حيز النفاذ بالنسبة لسوريا بعد 30 يوما من إيداعها صك الانضمام في 14 أكتوبر 2013. طلب نائب الوزير السوري فيصل مقداد، في مكالمة هاتفية مع المدير العام لمنظمة حظر الأسلحة الكيميائية، تقديم المساعدة التقنية، وطلب أن تكون اتفاقية الأسلحة الكيميائية نافذة مؤقتا قبل دخولها رسميا حيز النفاذ. وقد أعلنت منظمة حظر الأسلحة الكيميائية أن هذا الطلب قد جرى تعميمه على الدول الأعضاء فيها.
ففي 14 سبمتبر 2013، أعلنت الولايات المتحدة وروسيا أنهما اتفقتا على إطار لنزع السلاح من شأنه أن يقضي على برامج سوريا للأسلحة الكيميائية. بموجب هذا الإطار:
- ويتعين على سوريا أن تقدم «قائمة شاملة» بأسلحتها «في غضون أسبوع».
- ويجب تدمير المعدات اللازمة لإنتاج الأسلحة الكيميائية وخلطها وتعبئتها بحلول نوفمبر 2013.
- ومن المقرر أن يكون هناك «إزالة تامة لجميع مواد الأسلحة الكيميائية ومعداتها في النصف الأول من عام 2014».

وفي 27 سبتمبر 2013، وافقت منظمة حظر الأسلحة الكيميائية على برنامج معجل للقضاء على الأسلحة الكيميائية السورية بحلول منتصف عام 2014، بما يتفق مع هذا الإطار. في 16 أكتوبر 2013، أنشئت بعثة مشتركة بين منظمة حظر الأسلحة الكيميائية والأمم المتحدة للإشراف على هذه العملية. وقد تم الانتهاء من تدمير الأسلحة الكيميائية السورية بحلول أغسطس 2014.

## الاستخدام

### الحرب الأهلية السورية
ولبعض الوقت، يعتقد أن سوريا تملك ثالث أكبر مخزون من الأسلحة الكيميائية في العالم، بعد الولايات المتحدة وروسيا. عند اندلاع الحرب الأهلية، أثيرت شواغل بشأن أمن مواقع الأسلحة الكيميائية في سوريا والاستخدام المحتمل للأسلحة الكيميائية. وفي يوليو 2012، أعلن المتحدث باسم وزارة الخارجية السورية جهاد مقدسي أنه «لن تستخدم أي أسلحة كيميائية أو بيولوجية في أي وقت مضى... وكل هذه الأنواع من الأسلحة في المخازن وتحت الأمن والرقابة المباشرة للقوات المسلحة السورية ولن تستخدم إلا إذا تعرضت سوريا لعدوان خارجي».
وزعم منشق سوري يعمل داخل شبكة الأسلحة الكيميائية أن اثنين من كبار الضباط السوريين انتقلا في يناير 2012 نحو 100 كيلوغرام. مواد الأسلحة الكيميائية من قاعدة عسكرية سرية في الناصرية ووصف المصدر السوري أيضا عمليات بناء الشاحنات الخاصة التي يمكن أن تنقل الأسلحة وتخلط بينها. وقد شيدت هذه الخلاطات المتنقلة داخل شاحنات مرسيدس أو فولفو التي كانت مماثلة لشاحنات الثلاجة. وقال المنشق إنه بداخلها خزانات وأنابيب ومحرك لدفع ماكينات الخلط.
وفي سبتمبر 2012، بدأ الجيش السوري نقل أسلحته الكيميائية من دمشق إلى مدينة طرطوس المرفئية. وفي الشهر نفسه، أفيد بأن الجيش قد استأنف اختبار الأسلحة الكيميائية في قاعدة على مشارف حلب. في 28 سبتمبر، صرح وزير الدفاع الأمريكي ليون بانيتا بأن الحكومة السورية نقلت أسلحتها الكيميائية من أجل تأمينها من الاقتراب من قوات المعارضة. تبين أن الحكومة الروسية ساعدت في إقامة اتصالات بين الولايات المتحدة وسوريا فيما يتعلق بوضع الأسلحة الكيميائية السورية. وصرح وزير الخارجية الروسي سيرغي لافروف ان سوريا قدمت للولايات المتحدة «توضيحات» و «تطمينات» بانها ستهتم بهذه الاسلحة. في 8 ديسمبر، أفيد بأن أعضاء من جبهة النصرة الجهادية قد استولوا مؤخرا على منشأة للمواد الكيميائية السامة مملوكة للسعودية خارج حلب. في 22 ديسمبر 2012، صرح وزير الخارجية الروسي سيرجي لافروف بأن سوريا دمجت الأسلحة الكيميائية في مكانين أو مكانين لمنع المتمردين من القبض عليهم، وأن التحركات الأخيرة التي أثارت قلق الحكومات الغربية كانت جزءا من هذا التوطيد. أكد العميد مصطفى الشيخ، وهو أحد المنشقين عن الجيش السوري، أن معظم الأسلحة الكيميائية قد نقلت إلى مناطق علوية في اللاذقية وعلى مقربة من الساحل. ولا تزال بعض الذخائر الكيميائية في قواعد حول دمشق. في ديسمبر 2012، أبلغ مكلاتشي عن تشكك العديد من خبراء الأسلحة الكيميائية بأن سوريا تستعد لاستخدام أسلحة كيميائية، مشيرا إلى «فائدتها المحدودة» في حالة الحرب الأهلية مع خطوط القتال السائلة، وتعليقات سوريا بأن مثل هذا الاستخدام سيكون «انتحارا» في ضوء التهديدات الأمريكية بالانتقام.

#### الأحداث العرضية
وفي 23 ديسمبر 2012، نشرت قناة الجزيرة تقارير غير مؤكدة تفيد بأن هجوما بالغاز أسفر عن مقتل 7 مدنيين في حي البياضة الذي تسيطر عليه المعارضة في حمص. شعر بعض المسؤولين الأميركيين بأن هناك «قضية دامغة» استخدمت فيها القوات الحكومية العميلة 15، ولكن البيت الأبيض كان متشككا في البداية.
وفي 19 مارس 2013، ظهرت تقارير غير مؤكدة، بعد تقارير أولية عن الوكالة العربية السورية للأنباء (سانا)، تفيد بأن القذائف التي تطلق على «المواد الكيميائية» قد تكون قد أطلقت في حي خان العسل في حلب وضواحي العتيبة في دمشق. وفي وقت الهجوم، كانت العتيبيه قد احتجزتها المعارضة. وسيطرت القوات الحكومية على جزء كبير من قرية خان العسل؛ وسيطرت قوات المعارضة على معظم ما تبقى من حلب، بما في ذلك المناطق المحيطة خان العسل. يتهم كل من الجانبين الآخر بتنفيذ الهجوم. قال المرصد السوري لحقوق الإنسان إن 16 جنديا حكوميا و 10 مدنيين قتلوا في الهجوم الكيماوي على خان العسل بعد سقوط صاروخ على خان العسل، على بعد نحو 300 متر من نقطة تفتيش عسكرية. وقال نشطاء ان الحكومة حاولت ضرب اكاديمية الشرطة التي يسيطر عليها المتمردون بصاروخ سكود الا ان الصاروخ سقط بطريق الخطأ في منطقة تسيطر عليها الحكومة بدلا من ذلك. وصف مصور لرويترز لم يكشف عن اسمه الغاز بأنه يحتوي على «رائحة تشبه الكلور» وادعى أنه شاهد ضحايا تخنق. وقد اعترض مسؤولون من داخل حكومة الولايات المتحدة على هذا الادعاء وذكروا أنه لم تكن هناك أدلة جوهرية على وقوع حرب كيميائية في سوريا، في حين أشارت الحكومة الروسية إلى أنها تأخذ ادعاء الحكومة السورية على محمل الجد. تطالب سوريا عادة بأن تقوم الأمم المتحدة بإرسال مفتشيها للتحقيق في الأمر.
وفي أبريل 2013، قال زاهر الساكت، وهو جنرال سابق بالجيش السوري من فرع الأسلحة الكيميائية، إنه تلقى تعليمات باستخدام أسلحة كيميائية في الكهوف والأنفاق التي تستخدمها الجيش السوري الحر خلال المعارك في منطقة هوران الجنوبية الغربية. ولكن بدلا من ذلك، عصت ساكيت الأوامر وتبادلت المواد الكيميائية مع الماء المطهر الذي أطلق عليه اسم «جافيل المائية».
وبعد قضاء شهرين في منطقة جوبر التي يسيطر عليها مقاتلو المعارضة في دمشق، شهد عدد من مراسلي وسائل الإعلام الفرنسية «لو موند» شخصيا هجمات بأسلحة كيميائية على المدنيين في هجمات جوبر الكيميائية، وحمل الجيش السوري المسؤولية عن ذلك.
وفي 29 أبريل 2013، أبلغ عن وقوع هجوم كيماوي في سراقب، توفي فيه 2 وأصيب 13 شخصا بجروح. وقيل ان الهجوم يتضمن اسقطا من مسحوق ابيض اللون من طائرة هليكوبتر. تم نقل الجرحى إلى تركيا. وفي 5 مايو، قال الأطباء الأتراك إن الاختبار الأولي يظهر أنه لم يتم العثور على أي آثار للسارين في عينات دم من الضحايا. حصلت الاستخبارات الفرنسية على عينات من الدم والبول والأرض والذخائر من ضحايا أو مواقع الهجمات على سراقب، في 29 أبريل 2013، وفي جوبر، في منتصف أبريل 2013. ويؤكد التحليل الذي أجري استخدام السارين.
ويعتقد أن مركز البحوث العسكرية للمركز في جمرايا بالقرب من دمشق، الذي قصفته إسرائيل في 5 مايو 2013، كان يمتلك أسلحة كيميائية.
وفي 21 أغسطس 2013، كانت منطقة الغوطة مسرحا لهجوم بأسلحة كيميائية مزعومة لحكومة الأسد تسبب في مقتل 300 1 شخص وفقا للجان التنسيق المحلية المعارضة والمجلس الوطني السوري.

#### التقارير
وفي 13 أبريل 2013، أفادت صحيفة التايمز أن علماء عسكريين بريطانيين عثروا على أدلة جنائية بشأن استخدام أسلحة كيميائية في النزاع، بعد فحص عينة من التربة هربت من سوريا. لا يزال مرتكبو هجمات الغاز المحتملة غير معروفين.
في 18 أبريل 2013. وبعثت بريطانيا وفرنسا برسالة سرية إلى الأمم المتحدة، زاعمين أن هناك أدلة على أن الحكومة السورية استخدمت أسلحة كيميائية في أكثر من مناسبة منذ ديسمبر. وقال إن عينات التربة ومقابلات الشهود ومصادر المعارضة تدعم الاتهامات بأن عوامل الأعصاب استخدمت في مدن حلب وحمص وربما دمشق وحولها. إسرائيل ادعت أيضا أن الحكومة السورية استخدمت أسلحة كيميائية في 19 مارس بالقرب من حلب ودمشق. بحلول 25 أبريل، كان التقييم الإستخباراتي الأمريكي هو أن حكومة الأسد قد استخدمت أسلحة كيميائية على وجه التحديد-وبالتحديد غاز السارين. ومع ذلك، أعلن البيت الأبيض أنه يجب القيام بعمل «أكثر بكثير» للتحقق من تقييمات الاستخبارات. رفضت سوريا فريق تحقيق من الأمم المتحدة من دخول سوريا، على الرغم من أن جيفري فيلتمان مساعد الأمين العام للأمم المتحدة للشؤون السياسية قال يوم الأربعاء إن الرفض لن يمنع إجراء تحقيق في هذا الشأن.
الأمم المتحدة وذكر تقرير في يونيو حزيران أن هناك «أسبابا معقولة» للاعتقاد بأن كميات محدودة من الأسلحة الكيميائية استخدمت في أربع هجمات على الأقل في الحرب الأهلية لكن هناك حاجة لمزيد من الأدلة لتحديد العوامل الكيميائية المستخدمة أو الجهة المسؤولة عنها. وذكر أنه لم يكن من الممكن «تحديد العوامل الكيميائية المستخدمة أو نظم إيصالها أو مرتكبها».
وفي يونيو 2013، ادعت السلطات البريطانية والفرنسية أن لديها أدلة على أن غاز الأعصاب السارين قد استخدم في سوريا، وأن هذه النتائج والأدلة قد تم نقلها إلى الحكومة الأمريكية. وقد جمعت الأدلة إلى حد كبير من عينات من سوائل جسمانية مأخوذة من أفراد يدعون أنهم قد تضرروا.
وفي 13 يونيو 2013، أعلنت الولايات المتحدة أن هناك دليلا قاطعا على أن حكومة الأسد استخدمت كميات محدودة من الأسلحة الكيميائية في مناسبات عديدة على قوات المتمردين، مما أسفر عن مقتل ما بين 100 و 150 شخصا.
وفي 9 يوليو 2013، قدم الاتحاد الروسي نتائج التحقيق الذي أجرته بشأن استخدام الأسلحة الكيميائية في خان العسل إلى الأمم المتحدة. وقد وجد العلماء الروس الذين يحللون في 19 مارس 2013 أن الهجوم كان على الأرجح من قبل قوات المعارضة، وليس من قبل الحكومة السورية.
وقدرت لجنة التحقيق المشتركة أن الحكومة السورية قد استخدمت الأسلحة الكيميائية القاتلة في 14 مناسبة على الأقل منذ عام 2012. وبالإضافة إلى ذلك، خلصت الحكومة السورية إلى أن الهجوم الغوطة في 21 أغسطس 2013 قد نفذته الحكومة السورية، وخلصت إلى أنه «لا توجد سيناريوهات بديلة معقولة لمسؤولية النظام».

#### ردود الفعل الدولية
في 20 أغسطس 2012، استخدم رئيس الولايات المتحدة باراك أوباما عبارة «الخط الأحمر» في إشارة إلى استخدام الأسلحة الكيميائية في الحرب الأهلية السورية، قائلا: «لقد كان واضحا للغاية لحكومة الأسد، ولكن أيضا للاعبين الآخرين على الأرض، أن الخط الأحمر لنا هو أننا بدأنا نرى مجموعة كاملة من الأسلحة الكيميائية تتحرك حولها أو يجري استخدامها. هذا سيغير حساب التفاضل والتكامل وهذا من شأنه أن يغير معادلتي.» أصبحت العبارة مصدرا للخلاف عندما قال المنافس السياسي جون ماكين أن الخط الأحمر«كتب على ما يبدو في حبر يختفي»، بسبب التصور بأن الخط الأحمر قد تجاوز بدون أي إجراء. في ذكرى مرور سنة واحدة على الخطاب الذي ألقاه أوباما بشأن الخط الأحمر في الغوطة، حدثت الهجمات الكيميائية الغوطة. ثم أوضح أوباما «لم أحل خطا أحمر. وحدد العالم خطا أحمر عندما قالت حكومات تمثل 98 في المائة من سكان العالم إن استخدام الأسلحة الكيميائية بغيض وأقر معاهدة تحظر استخدامها حتى عندما تكون الدول منخرطة في الحرب» في إشارة إلى اتفاقية حظر الأسلحة الكيميائية.

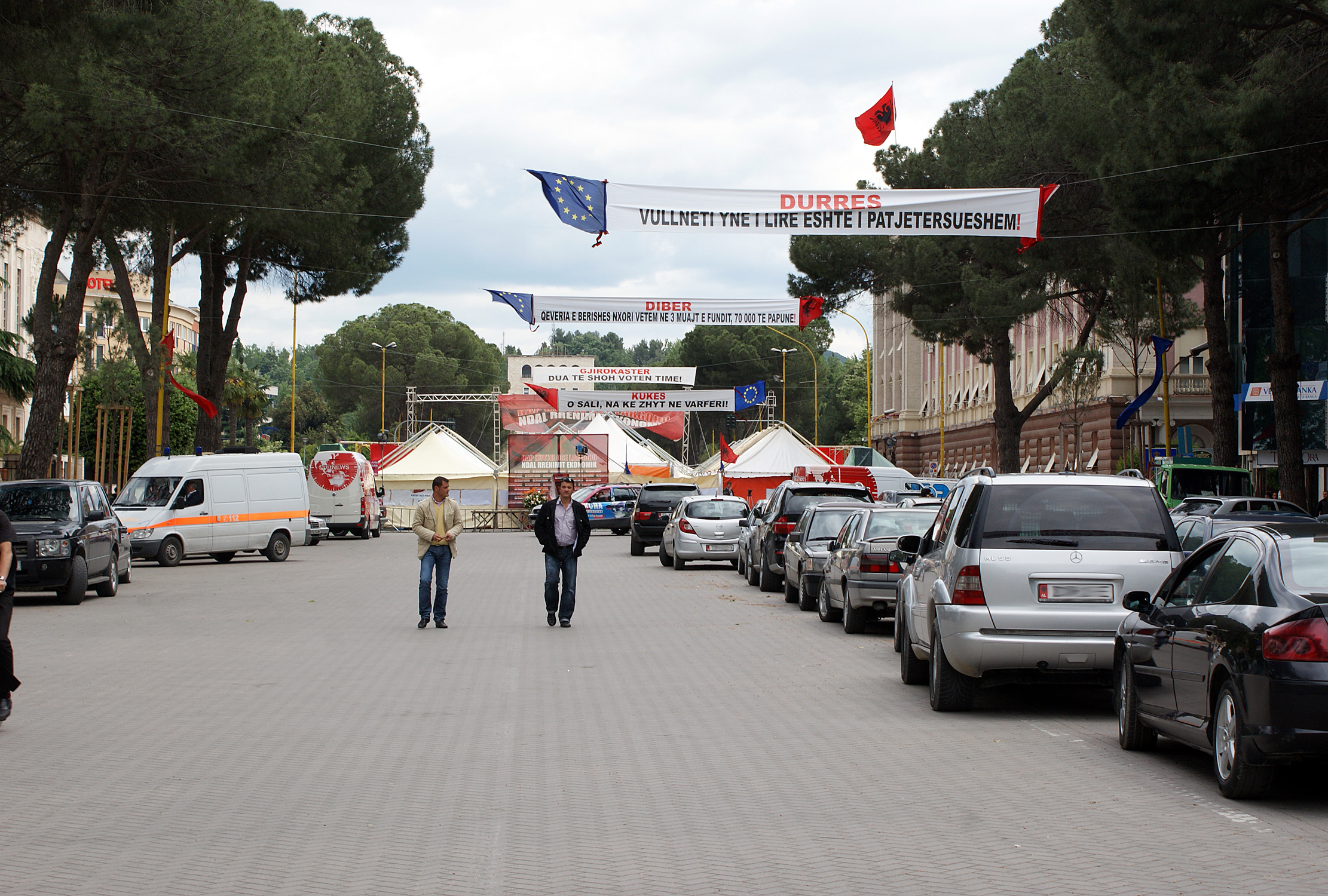
جادة تيرانا التي تتطلع إلى الجنوب

وبعد أيام قليلة من الخطاب الذي ألقاه الرئيس أوباما في 31 أغسطس 2013 ردا على الهجمات الكيميائية الغوطة، طلب الرئيس أوباما من كونغرس الولايات المتحدة أن يأذن بتدخل عسكري أمريكي مباشر في الحرب الأهلية. وافقت لجنة العلاقات الخارجية التابعة لمجلس الشيوخ في الولايات المتحدة على الإذن باستخدام القوة العسكرية ضد حكومة سوريا للرد على استخدام الأسلحة الكيميائية (S.J.Res 21) في 4 سبتمبر 2013. وإذا مر مشروع القانون، فإنه سيسمح للرئيس باتخاذ إجراء مباشر لمدة تصل إلى 90 يوما؛ ويحظر على وجه التحديد وضع «أحذية على الأرض».
وبدأت الاحتجاجات في تيرانا في نوفمبر 2013 ضد الأسلحة الكيميائية السورية، التي كان من المقرر تدميرها في ألبانيا، وربما في مدينة إلباسان. وفي 14 نوفمبر، تجمع نحو الساعة التاسعة عشرة أمام البرلمان الألباني. وطلبت بعض النساء الأعضاء في البرلمان من رئيس الوزراء التوقف عن هذه العملية. وفي اليوم السابق، لوح المحتجون في تيرانا بلافتات كتب عليها «لا للسارين، نعم للأكسجين، دعونا نتنفس» و «لا للأسلحة الكيميائية في ألبانيا». وانضم اليهم رئيس الوزراء السابق صالح بريشا ومعه نواب من حزبه. وقال «اننا لن نقبل اية اسلحة كيميائية في البانيا، وقد اهان رئيس الوزراء الالبان». وقد أشار السيد إدي راما نفسه في وقت سابق إلى أنه يؤيد الاقتراح. وبعد ذلك بيوم واحد، في 15 نوفمبر، قام أكثر من 000 5 شخص، معظمهم من الطلاب، بمقاطعة الدرس والتفت إلى جادة كوبتي بوليفارد في تيرانا، وكذلك في مدن كورسي وإلباسان وشكودر وليزهي وغجيروكاستر. وفي دوريس، تمكنوا من سد المدخل الرئيسي للميناء الرئيسي للبلد. وبقوا هناك ينتظرون قرار رئيس الوزراء الذي أعلن عنه في حوالي الساعة 17:00. وخلال خطابه العام، صرح رئيس الوزراء انه حتى لو طلب من البانيا تدمير الاسلحة الكيميائية، فان الحكومة لن تقبل شيئا يتعارض مع رغبة الالبان.